# 錫尼亞亞河 (勒拿河支流)
錫尼亞亞河（羅馬化：Sinyaya）是俄羅斯的河流，屬於勒拿河的左支流，由薩哈共和國負責管轄，河道全長597公里，流域面積約30,900平方公里，發源自勒拿高原，河水主要來自融雪。